# Guerra de Ōnin

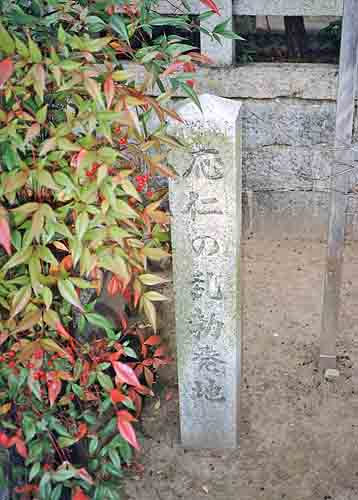
Marcador na localização do foco da Guerra de Ōnin.

A Guerra de Ōnin (応仁の乱, Ōnin no Ran) foi uma guerra civil que durou 10 anos (1467-1477) durante o período Muromachi no Japão. Uma disputa entre Hosokawa Katsumoto e Sōzen Yamana escalou para uma guerra que envolveu todo o país, o shogunato Ashikaga e uma série de daimyo em muitas regiões do Japão.
A guerra iniciou o Sengoku jidai, "o Período dos Estados Guerreiros". Este período foi uma longa luta prolongada pela dominação por um daimyo único, resultando em uma maciça luta pelo poder entre as várias casas para dominar todo o Japão. Foi durante este período, porém, que três indivíduos emergiram e que viriam a ser considerados os três grandes daimyo do período Sengoku, e que acabariam por unir o Japão sob uma lei; eles eram Oda Nobunaga, Toyotomi Hideyoshi e Tokugawa Ieyasu.